# Castilleja oresbia
Castilleja oresbia är en snyltrotsväxtart som beskrevs av Greenman. Castilleja oresbia ingår i släktet målarborstar, och familjen snyltrotsväxter. Inga underarter finns listade i Catalogue of Life.